# Топчій Сергій Олександрович
Сергій Олександрович Топчій (нар. 10 липня 2001) — український футболіст, півзахисник «Львова».

## Життєпис
У ДЮФЛУ виступав за харківські клуби УФК, «Восток» та «УФК-Олімпік».
У 2018—2019 роках виступав за юнацьку команду «Олімпіка». У 2019 році захищав кольори аматорського колективу «Мункач» у чемпіонаті Закарпатської області. У серпні 2019 року підписав контракт зі «Львовом». Сезон 2019/20 років провів у юнацькій команді клубу, а напередодні старту наступного сезону — переведений у молодіжну команду. За першу команду львів'ян дебютував 2 квітня 2021 року в програному (1:5) виїзному поєдинку 20-го туру Прем'єр-ліги проти дніпровського «Дніпра-1». Сергій вийшов на поле на 87-ій хвилині, замінивши Назарія Нича.